# Giovita Brescianino
Giovita Brescianino noto anche come Giovita da Brescia, Bresciano (Brescia, ... – ...; fl. XVI secolo) è stato un pittore italiano del Rinascimento attivo a Brescia nel 1580 circa.

## Biografia
Fu allievo di Lattanzio Gambara e non deve essere confuso con i pittori successivi chiamati Brescianino, Andrea Piccinelli  e Raffaello del Brescianino.
Lavorò a Brescia, nella parte nord-occidentale della Pianura Padana, ai piedi delle Prealpi Bresciane, tra il fiume Mella e il Naviglio, con il Lago d'Iseo ad ovest e il Lago di Garda ad est. Secondo Bryan, "era un rinomato pittore di storia, sia a olio che ad affresco".